# Золотой рыцарь (Рига)
Золотой рыцарь — скульптура рыцаря в Риге, которая с 1897 года располагалась участке, у Бастионной горки, но была демонтирована в начале XX века. В 2005 году копию рыцаря установили во внутреннем дворе между улицами Вальню и Маза Смилшу, а в 2021 году её перевезли в Юрмалу.

## Создание
Золотой рыцарь появился во времена прибалтийско-немецкого культурного влияния в Прибалтийском крае. В открытых местах для забора воды по решению столичных властей были оборудованы колодцы, поскольку городская администрация боялась распространения холеры, и источники необходимо было защитить с внешней стороны. Один из питьевых фонтанов в 1897 году украсили статуей рыцаря, которого прозвали «золотым», хотя на самом деле скульптура была покрыта бронзовой краской под цвет золота, но название прижилось и стало устойчивым в обиходе рижан.

### Дальнейшая судьба
В период Первой мировой войны из Риги происходила эвакуация художественных ценностей, скульптуру также собирались эвакуировать, однако обнаружив, что она выполнена не из бронзы, а из цинкового сплава, от этой идеи отказались. Статую отправили в Музей истории Риги и мореходства. Колонна на постаменте некоторое время возвышалась на площадке между Бастионной горкой и въездом в Старый город, а в 1931 году была демонтирована из-за стремления ликвидировать все признаки исторического присутствия немецкой культуры в Латвии (в это время также были демонтированы, например, памятники Гердеру и Плеттенбергу).

## Установление копии

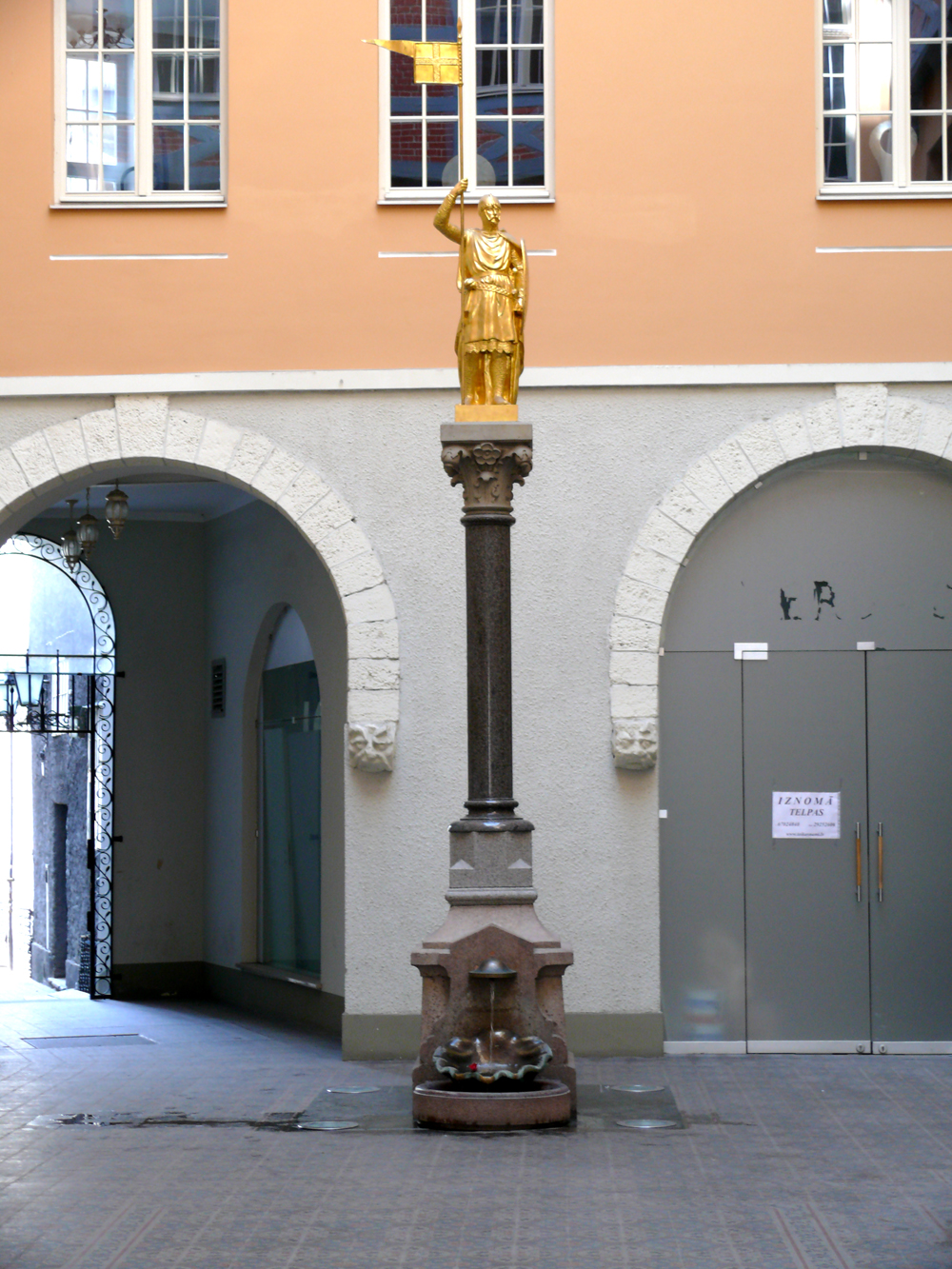
Копия Золотого рыцаря во дворе дома Вальню 3. До переноса в Юрмалу

В 2002 году, по словам Евгения Гомберга, Совет по памятникам Рижской думы поддержал идею установления копии памятника Золотому рыцарю. Основание скульптуры хранилось на «Складе памятников» и было передано для восстановления. На том же складе хранилась и оригинальная капитель, однако она была повреждена, и пришлось изготовить ее копию. Добавили гранитную чашу,  бронзовую раковину для стока воды и медную крышечку источника, в оригинале их не было.   
Летом 2005 года скульптурную композицию установили во дворе дома Вальню 3, которым на тот момент владел Евгений Гомберг.  
Примечательно, что копия материально дороже оригинала  — она отлита из бронзы и покрыта тонким слоем сусального золота.

На обратной стороне памятника доска с надписью: «Садовых гномиков, или фламинго, или каких-нибудь полководцев, или все равно что еще, — любой как частное лицо может разместить в своем садике или в своем доме. Президент государства Вайра Вике-Фрейберга, 2 июля 2002 г., по поводу открытия памятника Барклаю де Толли». Это ироническое напоминание предпринимателя в связи в возмущенным высказыванием Президента Вайры Вике-Фрейберги о восстановленном Евгением Гомбергом памятнике Барклая де Толли в парке непосредственно против окон её квартиры.   

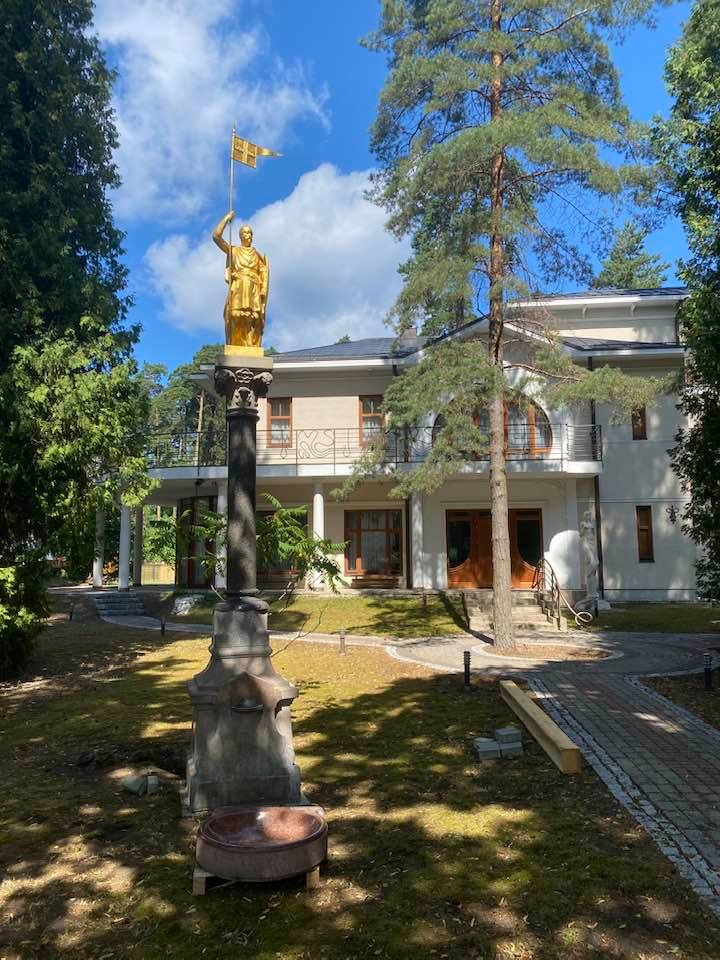
Золотой Рыцарь в Юрмале

В июле 2021 года дом на Вальню 3, принадлежавший ранее Евгению Гомбергу сменил владельца. Евгений Гомберг предложил Рижской думе принять скульптуру в подарок и установить её на своем историческом месте. Однако, Совет по памятникам Рижской Думы решил, что, поскольку в 2015 году эту площадку назвали «Площадь Баррикад 1991 года», безыдейному немецкому рыцарю там более нет места. Евгений Гомберг перевёз её в Юрмалу и поставил на видном месте на участке возле своего дома.  